# Jindřiška Hušková-Flajšhansová
Jindřiška Hušková-Flajšhansová (12. února 1898 Královské Vinohrady – 7. září 1980 Bratislava) byla česká vědkyně, filoložka, knihovnice, pedagožka, spisovatelka a překladatelka, publikující i ve slovenském a rumunském jazyce.

## Životopis
Rodiče Jindřišky Flajšhansové byli Václav Flajšhans, lingvista a literární historik, a Jindřiška Flajšhansová-Kakšová, učitelka a publicistka, svatbu měli 21. dubna 1894. Měla dva bratry: Václava Flajšhanse (* 1896) a Jana Flajšhanse (* 1901). Manželem Jindřišky byl Karol Hušek, člen československého Národního shromáždění, novinář a politik slovenské národnosti.
Jindřiška Hušková-Flajšhansová vystudovala gymnázium Minerva, poté vysokou školu v Bukurešti a roku 1921 Filozofickou fakultu Univerzity Karlovy (FFUK) – rigorózní zkoušky z romanistické filologie, dějin moderních literatur a z filozofie.
V letech 1921–1939 pracovala v Univerzitní knihovně v Bratislavě, v letech 1939–1950 vedla Ústřední knihovnu Slovenskej vysokej školy technickej. Přispěla ke zřízení studia slovenského knihovnictví na Filozofické fakultě Univerzity Komenského. Roku 1922 se stala externí lektorkou rumunského jazyka a literatury na Univerzitě Komenského, roku 1953 byla jmenována řádnou lektorkou. Věnovala se studiu rumunské lingvistiky a dramatu, překladům rumunské beletrie a pedagogické práci. Na Univerzitě Komenského získala titul docentky (1955) a  mimořádné profesorky (1968).
Byla spoluautorkou Dejín svetovej literatúry (1963). Odborné studie z oblasti rumunské lingvistiky publikovala v časopisech Jazykovědný časopis, Zborník Filozofickej fakulty UK – Philologica, rumunském Datine, Od roku 1915 přispívala do Ženských listů, Proudů, rumunských periodik Contemporanul, Ateneu, Secolul 20 aj.
V letech 1922–1937 působila jako divadelní kritička a referentka Slovenského denníka v Bratislavě. Věnovala se spolkové činnosti: byla členka výboru bratislavského klubu Ženskej národnej rady, tajemnice Čs.-rumunského spolku, předsedkyně Združenia vysokoškolsky vzdelaných žien, místopředsedkyně Zväzu slovenských knihovníkov, členka Živeny, členka předsednictva Ústredného výboru (ÚV) Zväzu slovenských žien.
Za svou celoživotní činnost obdržela vyznamenání: roku 1968 zlatou medaili Univerzity Komenského, roku 1973 zlatou medaili ÚV Zväzu slovenských žien. V Bratislavě bydlela na adrese Kempelenova 1.

## Dílo

### Spisy
- Rumuni, jich kulturní minulost a přítomnost se zvláštním zřetelem ke stykům se Slovany: přednáška, proslovená na Univerzitě Komenského v Bratislavě dne 19. ledna 1922 – Bratislava: 1922
- Rumunští prosaikové v rámci jednotlivých literárních škol: s ukázkami – Praha: Česká grafická unie, 1927
- Rumunské písemnictví poválečné – Bratislava: s. n., 1930
- Moderní rumunské drama – Praha: Orbis, 1934
- Slováci v Rumunsku – 1935[4]
- Slovensko-rumunské priateľské styky v minulosti – IN: Slováci a Rumuni. Bratislava: Roľnícka osveta, Zemedelské Muzeum, 1935, č. 1. s. 18–51[4]
- Slováci a Rumuni – Milan Hodža a Jindra Hušková-Flajšhansová; úvod Jozef Lettrich. Bratislava: Roľnícka osveta, 1936
- Konverzačná príručka rumunčiny – Antonín Křečan, Jiří Staca, Jindra Hušková; rumunsko-slovenský slovník pripravil Vladimír Halenár. Bratislava: Slovenské pedagogické nakladateľstvo, 1961

### Překlady
- Lukullova třešeň a jiné rumunské novely – Praha: Jos. R. Vilímek, 1926
- Mistr Manole = (Meșterul Manole): hra o třech jednáních – Octavian Goga; z rumunštiny přeložily Helena Langová a Jindra Hušková-Flajšhansová. Bratislava: Universum, 1935
- Burina: Hra v 3 dejstvách – Aurel Baranga. Martin: Matica slovenská, 1952
- Cesta bez prachu. Sv. 2 – Petru Dumitriu. Bratislava: Slovenský spisovateľ, 1952
- Výber z diela – Ion Luca Caragiale; úvodnú štúdiu, poznámky napísala a diel 1 preložila Jindra Hušková; diel 2 preložil Ladislav Floreán. Bratislava: Slovenské vydavateľstvo krásnej literatúry, 1954
- Sicílska hra: lyrický žart v 3 dejstvách – Aurel Baranga. Bratislava: Slovenské divadelné a literárne zastupiteľstvo, 1961
- Som bosý – Zaharia Stancu; ilustroval Stanislav Dusík. Bratislava: Smena, 1975 — Bratislava: Tatran, 1981
- Vlčí ostrov – Mihail Sadoveanu; z rumunského originálu preložili Libuša Vajdová, Jindra Hušková a Peter Kopecký; doslov a chronol. napísala Libuša Vajdová. Bratislava: Slovenský spisovateľ, 1983

### Jiné
- Náboženské názvosloví rumunské: disertační práce – Praha: FFUK, 1921
- Moderní rumunské básnictví – Ovid Densușianu; uspořádala – Břeclav: Stan, 1929
- Vhodná slova – Tudor Arghezi; přeložil Vojtěch Jestřáb; vybrala Jindra Hušková; předmluvu napsal Ovid. S. Crohmălniceanu. Praha: Státní nakladatelství krásné literatury a umění, 1962